# Helen Dorn: Die letzte Rettung
Die letzte Rettung ist ein deutscher Fernsehfilm von Friedemann Fromm aus dem Jahr 2021. Es handelt sich um die 15. Folge der ZDF-Kriminalfilmreihe Helen Dorn mit Anna Loos in der Titelrolle.

## Handlung
Kommissarin Helen Dorn muss sich in ihrem neuen Einsatzort Hamburg mit einer Geiselnahme auseinandersetzen. Ein Polizeikollege befindet sich seit dem Krebstod seiner Frau in einer persönlichen Krise. Die Situation eskaliert und der Mann erschießt sich vor den Augen der Kommissarin. Dorns neue Kollegen, insbesondere Tayfun Murat, machen ihr Vorwürfe, dies nicht verhindert zu haben. Sie selbst muss aber auch erst einmal mit der Angelegenheit klarkommen, da passt es gut, dass ein neuer Fall ihre ganze Aufmerksamkeit verlangt. Die junge Medizinstudentin Valerie Kruger wurde tot aufgefunden. Erste Recherchen führen in die Klinik, wo Kruger eine Famulatur auf der onkologischen Station absolvierte. Hier häufen sich in letzter Zeit ungewöhnlich viele Todesfälle. Aber Kruger führte auch ein Doppelleben. Als selbstständige Escortdame könnte sie in gefährliche Kreise geraten sein. Nachdem auf dem Laptop des Opfers eine Spionagesoftware entdeckt wird, kann ein Kriminaltechniker die dazugehörende IP-Adresse ausfindig machen, die zu Dr. Henning Boll führt, dem Chefarzt der onkologischen Station. Als Dorn ihn aufsuchen will, wird dieser gerade von Maria Melin bedroht, die herausgefunden hatte, dass ihre Schwester nicht optimal behandelt wird und hier offensichtlich etwas nicht stimmt. Auf einem USB-Stick, der dem Opfer gehörte, finden sich Dateien, die belegen, dass die Blutwerte der Krebspatienten trotz Chemotherapie keine Verbesserung aufwiesen. Während Melin sich zu einer Befragung im Polizeipräsidium aufhält, wird Chefarzt Boll von einem unbekannten Täter erschossen. Dorn kann in Erfahrung bringen, dass die Cytostatika, die für die Chemotherapien der Patienten benötigt werden, von einer Apotheke der Stadt geliefert werden. Diese gehört Adrian Jessen, mit dem Valerie Kruger eng befreundet war. Nachdem feststeht, dass die von dort gelieferten Infusionen nur Kochsalzlösung enthalten und keinerlei wirksame Substanzen, wird Jessen festgenommen. Dieser räumt zwar den Betrug ein, leugnet aber weder Valery noch Boll getötet zu haben. Aufgrund von DNA-Spuren kann inzwischen davon ausgegangen werden, dass der Täter weiblich sein muss. Dorn nimmt daraufhin Jessens Mutter, mit der er gemeinsam die Apotheke betreibt, fest.  Uta Jessen zeigt sich aufgrund der Beweislast geständig und gibt die Taten zu.
Nachdem die Schwester von Maria Melin aufgrund der unwirksamen Infusionen gestorben ist, rächt ihre Schwester deren Tod und erschießt Adrian Jessen, der vom Gericht freigesprochen wurde, weil angeblich nicht bewiesen werden kann, das die gestreckten Infusionen zum Tod der betroffenen Patienten geführt haben.

## Hintergrund
Die Dreharbeiten für Die letzte Rettung erfolgten vom 22. September bis zum	20. November 2020 in Hamburg.

## Rezeption

### Einschaltquote
Die Erstausstrahlung des Krimis am 4. September 2021 im ZDF erreichte 5,25 Millionen Zuschauer und einen Marktanteil von 22,4 Prozent für das ZDF.

### Kritik
Tilmann P. Gangloff meinte auf tittelbach.tv: „Der dritte Fall aus Hamburg verbindet traurige Schicksale mit miesen Geschäften. Wirklich dramatisch oder gar aufregend ist dabei nicht mal der telegene Himmel über Hamburg.“
Bei film-rezensionen wertete Oliver Armknecht ähnlich: „‚Helen Dorn: Die letzte Rettung‘ begnügt sich mit einer Mischung aus Klischees und Unglaubwürdigkeiten, die den Film weniger packend als vielmehr anstrengend machen. Erneut wird ein wichtiges Thema dabei billig verheizt.“
Die Redaktion von TV Spielfilm bezog sich mehr auf die Figur Helen Dorn und schrieb anerkennend: „Die Krimihandlung […] ist nicht ganz unspannend – viel interessanter ist jedoch Hauptfigur Helen Dorn und die Geschichte um eine Frau, die sich etwas zutraut und zumutet, die Stärke zeigt und nicht in besonderer Weise über eine weibliche Verletzlichkeit oder emotionale Erreichbarkeit erzählt wird. Heimlich, still und leise hat das ZDF hier also eine moderne und bisweilen neue Art weiblicher Krimierzählung etabliert – und dürfte mit diesem Erfolg gerne offensiver auftreten.“